# Escuela de Ingeniería de Telecomunicación y Electrónica de Las Palmas de Gran Canaria
La Escuela de Ingeniería de Telecomunicación y Electrónica (EITE) de la Universidad de Las Palmas de Gran Canaria (ULPGC) es un centro fundado el 4 de febrero de 2010 perteneciente a esta universidad ubicada en la ciudad de Las Palmas de Gran Canaria en donde se imparten diversas titulaciones relacionadas con el área de las tecnologías y telecomunicaciones.
Fue la primera facultad de la Universidad de Las Palmas de Gran Canaria en poner en marcha el Programa Mentor en el año 2019, siendo el precedente para poder ser exportado al resto de Facultades y Escuelas de dicha universidad a partir del curso 2022/2023.

## Historia

### Antes de la creación de la ULPGC
El día 14 de abril de 1978 se crea Escuela Universitaria Politécnica de Canarias por el Real Decreto 1284/1978 y con ella la rama de telecomunicación en Canarias ve la luz bajo el título de Ingeniería Técnica de Telecomunicación. El mismo año en el que se creaba la Escuela Universitaria Politécnica de Canarias (EUPC) siendo Pedro Almeida Benítez su primer director, empezaba el periodo de matriculación para nuevos alumnos. El emplazamiento de la EUPC fue el actual campus del Obelisco de la Universidad de Las Palmas de Gran Canaria. Hasta el año 1982 esta nueva rama fue construyéndose y arraigándose dentro de los estudios técnicos ofertados en las Islas Canarias, siendo la primera promoción en graduarse de la Ingeniería Técnica de Telecomunicación en 1982 con un número total de 22 ingenieros de Telecomunicación egresados. En el curso 1983-1984 ya había un número de 3.500 personas cursando en la Escuela Universitaria Politécnica de Canarias y en ese mismo curso académico entraron 662 nuevos estudiantes de los cuales 86 fueron de la Ingeniería Técnica de Telecomunicación. Por aquel entonces no existía una escuela dedicada completamente a los estudios de telecomunicaciones en la provincia de Las Palmas estando todo en la EUPC. Pero en el año 1984 ya se empezaba a sugerir la creación de una Escuela Superior de Telecomunicación entre otras. En 1985 el rector de aquel momento de la Escuela Universitaria Politécnica de Canarias, Francisco Rubio Royo, anunciaba en el Diario de Las Palmas que se estaba en proceso de crear un centro propio para las telecomunicaciones y otro de informática.
En el año 1986 a través de la Ley Territorial 6/86 y el Plan Universitario de Canarias del 86 se transfieren las competencias de universidades a la comunidad autónoma de Canarias además de dotarla de financiación para universidades. Se usarán 100 millones de pesetas de este fondo para la construcción de la Escuela Técnica Superior de Ingenieros de Telecomunicación (ETSIT) que a partir de este momento se crea teniendo su sede en el Campus del Obelisco en la Calle Tomas Morales compartiendo instalaciones con toda la Escuela Universitaria Politécnica. Además en la Ley Territorial 6/88 se va dotando de más dinero al centro además de empezar a recibir dotación económica a través de los presupuestos anuales Generales de Canarias.
En 1987 tras el decreto 213/1987 del día 13 de noviembre de 1987 se disuelve la Escuela Técnica Superior de Ingenieros de Telecomunicación para dar paso a la nueva Escuela Técnica Superior de Ingenieros de Telecomunicación (ETSIT) en la Universidad Politécnica de Canarias (UPC), siendo esto lo último remarcable antes de la creación de la ULPGC e inmediata integración a esta.

### Creación de la ULPGC
En abril de 1989 a través de la Ley de Reordenación Universitaria de Canarias se crea la Universidad de Las Palmas de Gran Canaria y la ETSIT se integra dentro de ella. Antes de la creación de la ULPGC y durante esta varios alumnos y ciudadanos de Gran Canaria salen a manifestarse para conseguir fondos, equipamientos y mejoras en las distintas ramas ofertadas. Aquí se traslada la Escuela Técnica Superior de Ingenieros de Telecomunicación al Campus de Tafira y además se consigue equipamiento y mayor dotación económica para el profesorado, alumnos y personal de servicios, siendo en 1991 cuando se realizan las obras de ampliación de la ETSIT dando lugar al aulario y a los pabellones A, B y C. 
En 1996 se crean nuevos planes de estudios, por lo que la ETSIT se adapta a ellos además de conseguir para el centro un plan de dotación del Plan de Estudios de Ciclo Largo siendo este proceso hasta 1998. 
Hasta el año 2010 es una etapa de evolución en donde se pasa del plan antiguo al Plan Bolonia, por lo que varios de las materias deben ser reorganizadas junto a su manera de ser impartidas y evaluadas. Esta etapa es la de consolidación de la escuela siendo en el año 2010 cuando nace como tal la Escuela de Ingeniería de Telecomunicación y Electrónica (EITE) en donde se integra de manera total la EUITT en la ETSIT.

### Creación de nuevos títulos y renovación
Desde el año 2021 la escuela se encuentra en un proceso de renovación del Grado en Ingeniería de Telecomunicación. Para el curso 2023/2024 ya se empezó a ofertar el Grado en Ingeniería Biomédica en la EITE tras ser aprobada por el Consejo de Gobierno de la ULPGC y posteriormente por la Agencia Nacional de Evaluación de la Calidad y Acreditación dando luz verde a que se imparta. 

### Directores de la EITE
| Director                                      | Inicio del mandato | Fin del mandato |
| --------------------------------------------- | ------------------ | --------------- |
| Juan Antonio Montiel Nelson                   | 2010               | 2013            |
| Juan Luis Navarro Mesa                        | 2013               | 2017            |
| Iván Alejandro Pérez Álvarez                  | 2017               | 2021            |
| María Asunción Morales Santana (en funciones) | 2021               | 2022            |
| Miguel Ángel Ferrer Ballester                 | 2022               | Actualidad      |

## Instalaciones[10]
La Escuela de Ingeniería de Telecomunicación y Electrónica de la Universidad de Las Palmas de Gran Canaria está conformada por 5 edificios en donde en 3 de ellos están repartidos los departamentos de Ingeniería Electrónica y Automática, Ingeniería telemática y Señales y Comunicaciones con diversos laboratorios en su haber y aularios para impartir docencia. Uno de esos 5 edificios es usado principalmente para uso administrativo.
Además esta escuela universitaria cuenta con un patio central que conecta entre sí a los Pabellones A, B y X con el edificio principal del Aulario, los 2 aparcamientos y el Jardín del Pensador.

### Aulario
La EITE cuenta con el edificio principal del aulario en donde se concentra en su totalidad las aulas donde se imparte docencia y cuenta con algunos laboratorios repartidos en 4 plantas además de estar la sede de La Delegación de Estudiantes de la EITE en la cuarta planta de este edificio.
| Sótano                                               | Planta baja                       | Primera planta            | Segunda planta                                        |
| ---------------------------------------------------- | --------------------------------- | ------------------------- | ----------------------------------------------------- |
| Aula Hertz                                           | Aula Faraday                      | Aula Bell                 | Laboratorio de Componentes Electrónicos               |
| Aula Gauss                                           | Aula Shockley                     | Aula Nyquist              | Laboratorio de Sistemas Energéticos                   |
| Aula Webber                                          | Aula Edison                       | Aula Shannon              | Laboratorio de Sistemas Digitales y Microprocesadores |
| Laboratorio Ada                                      | Sala de Informática López Alegría | Aula Kilby                | Laboratorio de Electrónica Analógica y Digital        |
| Sala Roberto Jezieneck (Laboratorio de Programación) | Conserjería                       | Aula Betancourt y Molina. | Delegación de estudiantes                             |
| Laboratorio de Circuitos y Electrónica de Potencia   | Salas de estudio                  | Aula Henry                | Sala polivalente 1                                    |
|                                                      |                                   | Aula Morse                | Sala polivalente 2                                    |
|                                                      |                                   | Aula Tesla                | Sala polivalente 3                                    |
|                                                      |                                   | Aula Marconi              | Sala polivalente 4                                    |
|                                                      |                                   | Aula Turing               |                                                       |
|                                                      |                                   | Aula Schottky             |                                                       |
|                                                      |                                   | Aula Thomson              |                                                       |

### Pabellón X

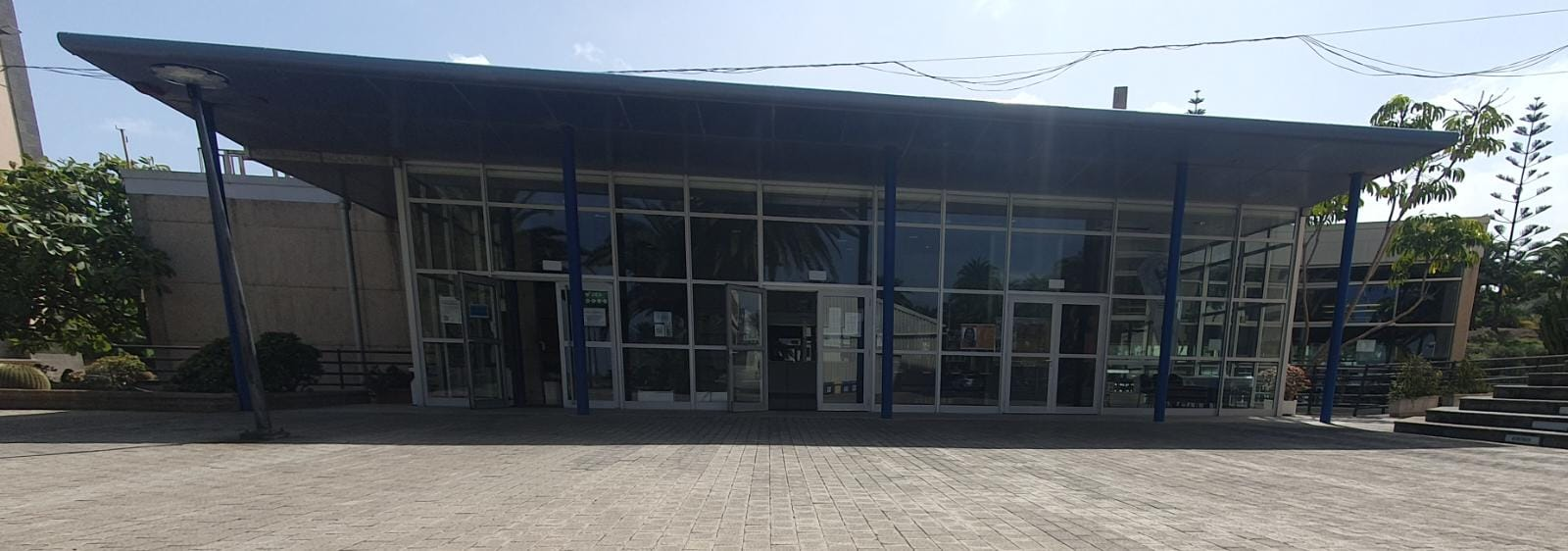
Pabellón X de la EITE ULPGC

Es un edificio de pequeño tamaño que cumple las funciones de ser el centro administrativo de la escuela. Poseía en su planta baja la cafetería de la EITE. Ahora mismo cuenta con la administración del centro, una sala de estudio y conserjería.

### Pabellón A

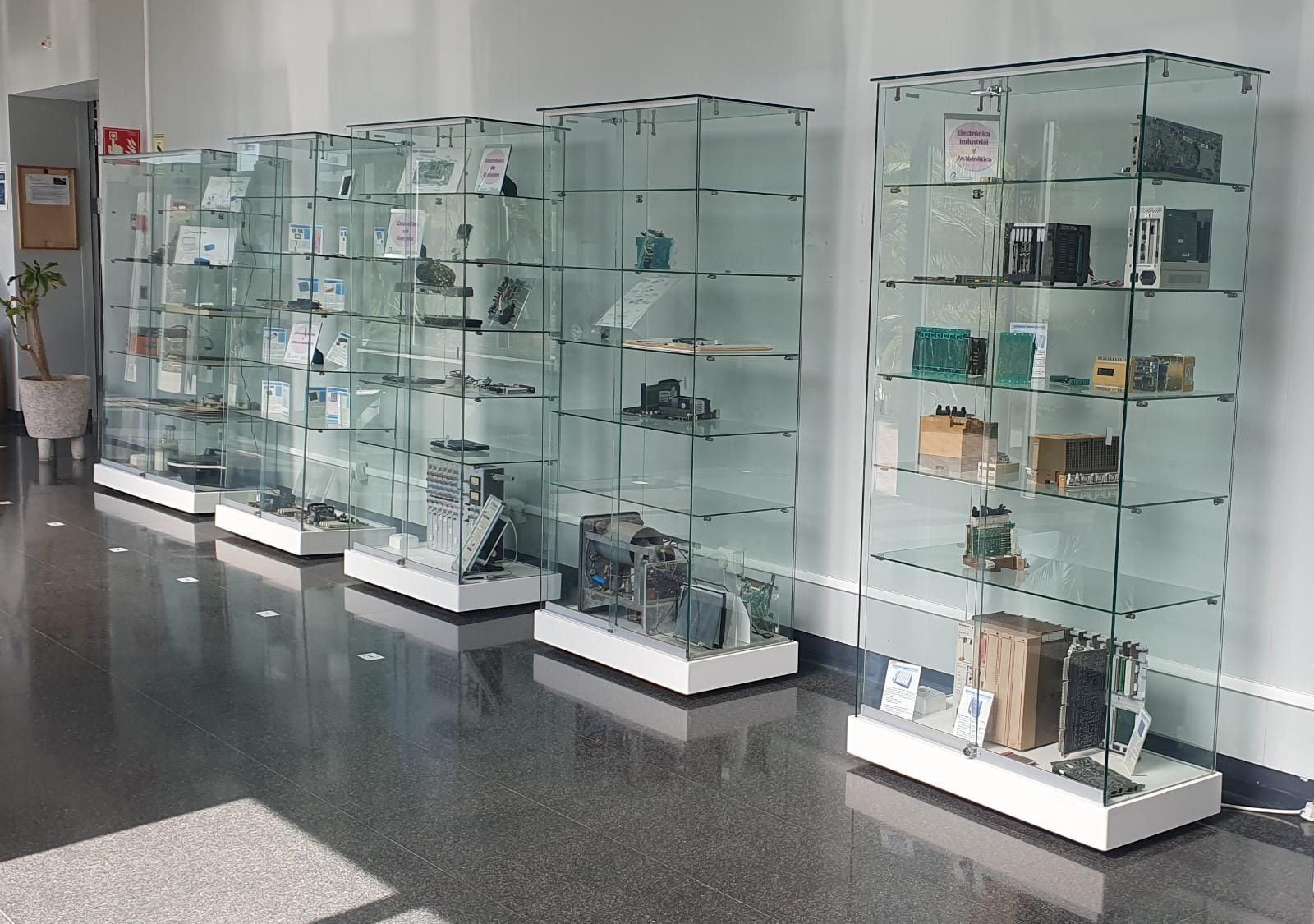
Pequeño museo de electrónica ubicado en el Pabellón A de la EITE de la ULPGC

En este edificio con 4 plantas se encuentra el Departamento de Ingeniería Electrónica y Automática además de todos los laboratorios relacionados con dicha área de conocimiento junto a sus dependencias administrativas junto a los despachos del profesorado perteneciente a este departamento. Además aquí se encuentran los despachos de la dirección de la EITE, el salón de actos, el aula de tele enseñanza y la Biblioteca de la EITE junto con un pequeño museo sobre componentes electrónicos ubicado en los pasillos de esta construcción. La edificación donde está emplazado este departamento posee 4 plantas y tiene los siguientes laboratorios:
- Dispositivos electrónicos.
- Diseño RFIC.
- Los 4 laboratorios de Instrumentación Electrónica.
- Integración de equipos.
- Diseño SOC.
- Diseño ASIC y Sistemas Digitales.

### Pabellón B

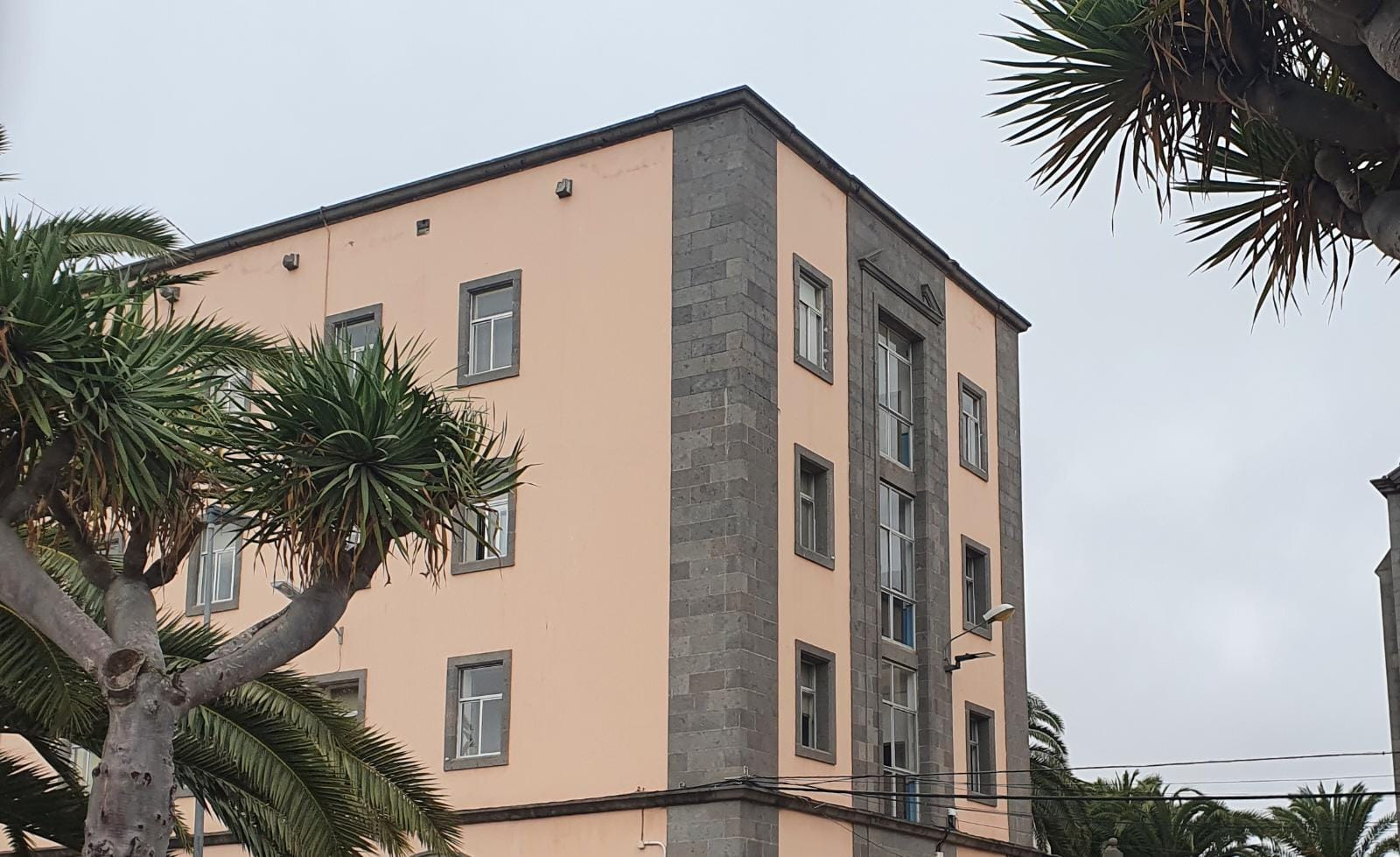
Departamento de Señales y Comunicaciones de la EITE ULPGC en el Pabellón B

Aquí se encuentran todos los laboratorios y dependencias administrativas del Departamento de Señales y Comunicaciones, además de los despachos del profesorado perteneciente a este departamento y seminarios. Aquí pasa la mayor parte del tiempo realizando las prácticas de laboratorio los alumnos de las menciones de Imagen y Sonido; y Sistemas de Telecomunicación, además aquí trabajan los grupos de investigación relacionados con el área de las señales y comunicaciones. Este departamento cuenta con 4 plantas.
En este edificio se encuentran los siguientes laboratorios:
- Transmisión de información.
- Señales y Sistemas.
- Fotónica.
- Procesado audiovisual.
- Tratamiento digital de la señal.
- Medios de producción de TV.
- Sonido (electroacústica y sistemas de audiofrecuencia).
- Sistemas y recepción de TV.
- Microondas.
- Circuitos.
- Electrónica de comunicaciones.
- Sistemas radioeléctricos.

### Pabellón C
De igual manera que en los pabellones A y B, en este se encuentra todo lo relacionado con el Departamento de Ingeniería Telemática que comparte espacio con la Escuela de Teología de Canarias (ISTIC), siendo las dependencias de Telemática a partir de la segunda planta de este edificio.

### Jardín del Pensador

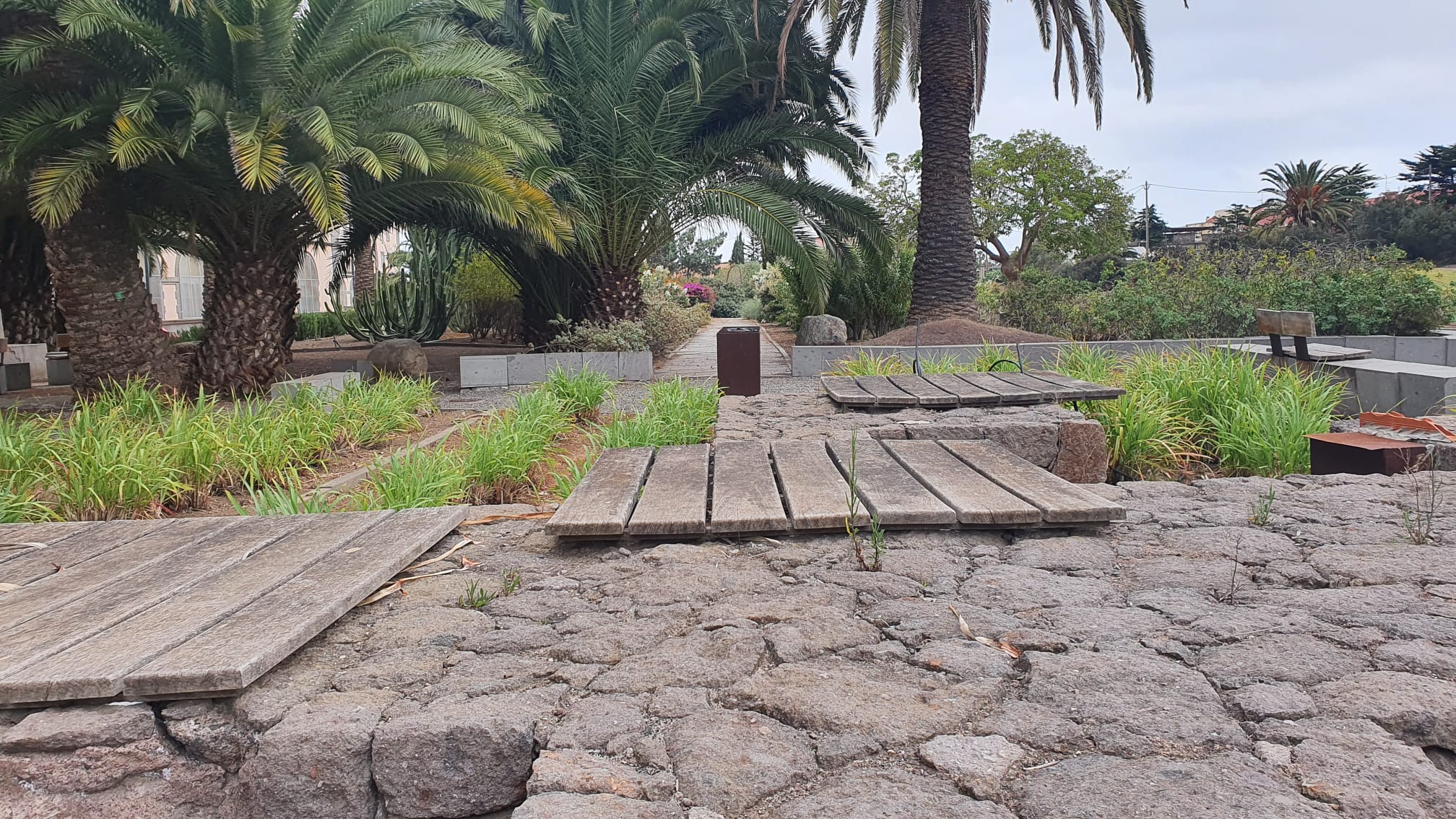
Jardines del Pensador en la ULPGC

El día 23 de enero de 2007 se inauguraba por parte del rector en aquel momento de la ULPGC, Manuel Lobo Cabrera, en la parte trasera del Pabellón B y C de la EITE ULPGC y del Aula Magna del ISTIC, los Jardines del Pensador. Este jardín cuenta con un área de 23.736 {\displaystyle m^{2}}y contó con una financiación de 300.000 euros para su realización. 
Esta zona ajardinada cuenta con un estanque, zonas de paseo y de merienda y diversas especies vegetales como la Ceballosia fruticosa y la Gesnouinia arborea entre otras.

## Estudios[12]
Aquellos estudiantes del Grado en Ingeniería en Telecomunicaciones tienen la posibilidad de elegir a partir del segundo semestre del tercer curso una de las 4 especialidades de las siguientes: Sistemas de Telecomunicación, Imagen y Sonido, Telemática y Sistemas Electrónicos.

### Programas de grado
- Grado en Ingeniería en Telecomunicaciones
- Grado en Ingeniería Biomédica
- Doble Grado en Ingeniería en Telecomunicaciones y Administración y Dirección de Empresas

### Programas de máster
- Máster Universitario en Ingeniería de Telecomunicaciones

## Departamentos
- Departamento de Señales y Comunicaciones[13]
- Departamento de Ingeniería Electrónica y Automática[14]
- Departamento de Ingeniería Telemática[15]

## Institutos Universitarios relacionados con la EITE
- Instituto Universitario de Microelectrónica Aplicada (IUMA)
- Instituto para el Desarrollo Tecnológico y la Innovación en Comunicaciones (IDeTIC)
- Instituto Universitario de Sistemas Inteligentes y Aplicaciones Numéricas en Ingeniería (SIANI)
- Instituto Universitario de Ciencias y Tecnologías Cibernéticas (IUCTC)
- Instituto de Oceanografía y Cambio Global (IOCAG)

### Redes sociales
- Instagram
- Linkedin

- Datos: Q111240563